# Algemeen Pardon

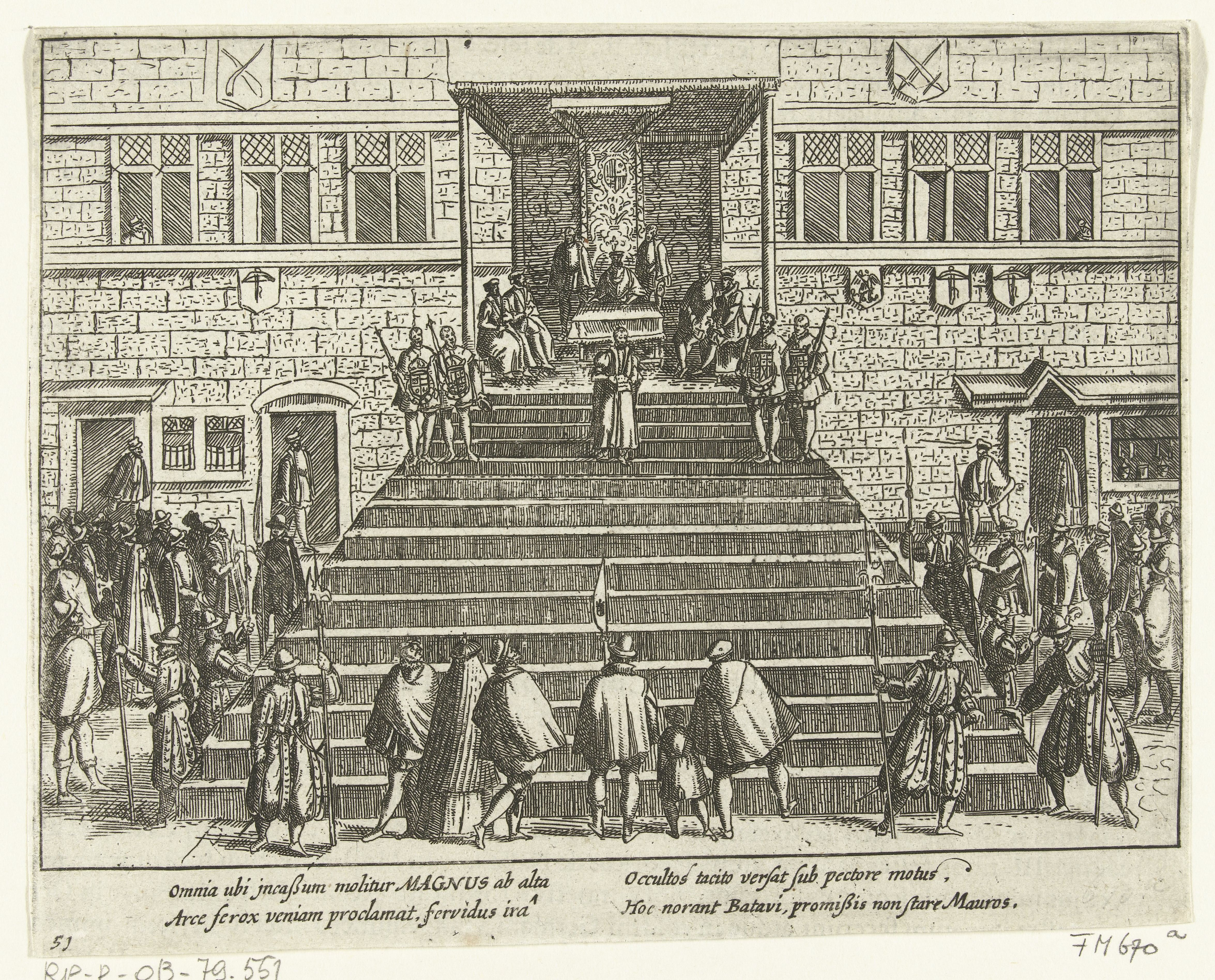
Afkondiging van het tweede Generaal Pardon, 5 april 1574. Voor het Broodhuis te Brussel laat Requesens het Generaal Pardon voorlezen.

Het Generaal Pardon of Algemeen Pardon , ook Algemene Vergiffenis, was een amnestieregeling die aan het begin van de Tachtigjarige Oorlog door het bewind van Requesens aan de Spaanse Nederlanden, meer bepaald aan de opstandige steden werd voorgedragen. De afkondiging had plaats op 6 juni 1574.

## Voorgeschiedenis

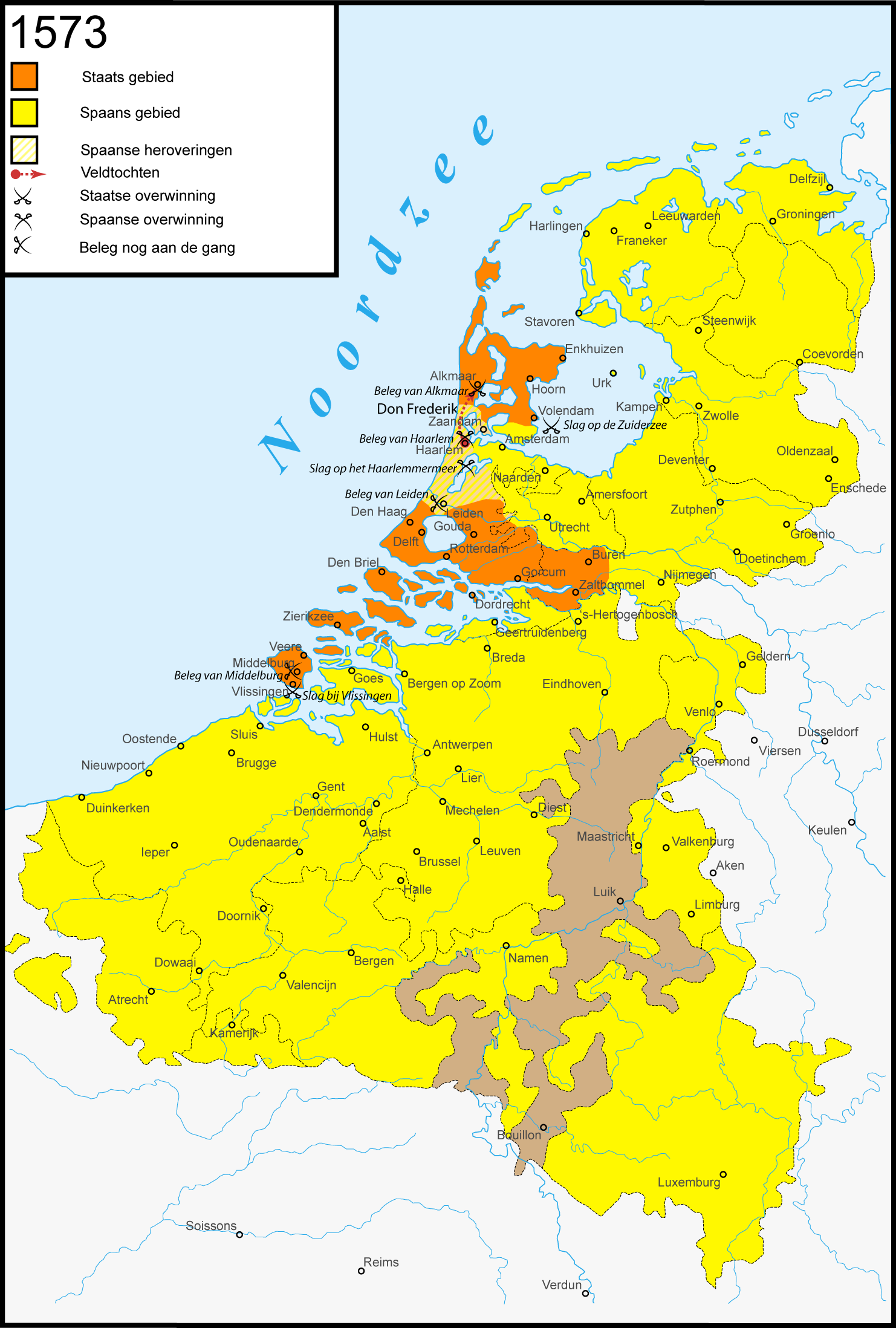
De Nederlandse Opstand in 1573

Na de Beeldenstorm en de daarbij horende opstand die door een Eedverbond der Edelen werd gevoerd tegen het regime van de Spaanse Habsburgers die de Nederlanden bestuurden, was ter vergelding Alva naar het noorden gestuurd. Hij voerde een waar schrikbewind, waarin zijn Raad van Beroerten samen met de kettermeesters een actieve rol speelden.
De terreurmaatregelen waren echter koren op de molen van de aanstokers van de opstand, waarover gaandeweg Willem van Oranje de leiding nam. De onvrede van de bevolking vanwege de vele terechtstellingen, verbanningen, verbeurdverklaringen, en vanwege de economische neergang die daar het gevolg van was, met daarbovenop de stokkende handel door de blokkering van de grote riviermonden door de Watergeuzen, en de stijgende kosten voor het leger, dit alles maakte de situatie onder Alva uiteindelijk onhoudbaar. Toen deze dan ook nog enkele belangrijke verliezen moest incasseren, viel hij in ongenade bij de koning, Filips II van Spanje en gingen in Madrid stemmen op ten gunste van een zachtere aanpak in de Nederlanden. 
Met die opdracht werd Requesens als nieuwe landvoogd gestuurd. Hij versoepelde onmiddellijk het regime, liet de Raad van Beroerten stilleggen, schafte op 7 juni 1574 de zeer betwiste 10e en 20e penning af, die aan de basis van de opstand lag en die vervangen werd door een bede van twee miljoen gedurende tien jaar, en de heffing van een nieuw honderdste.
Waar zijn maatregelen niet werden aanvaard trad hij selectief nog hard op, vooral tegen de meest opstandige provincies Holland en Zeeland, maar intussen had hij het Algemeen Pardon laten afkondigen voor die steden die de poorten voor het reguliere regime openden.

## Maatregelen
Dit hield in dat de privileges van die steden weer werden gerespecteerd, dat er geen sancties tegen hen en hun burgers werden genomen, dat de ketters in die steden tien jaar de tijd kregen om hun goederen elders in veiligheid te brengen en de provincies te verlaten.  Uitgezonderd van die maatregel waren de Prins van Oranje met zijn getrouwen evenals de predikanten.
De steden en gewesten moesten hun poorten openen voor het regulier leger van Requesens om er opnieuw garnizoen te nemen, hun bestuur moest de koning als opperheer erkennen en het katholiek geloof als algemene staatsgodsdienst. 

## Navolging
Veel steden gingen in op deze voorstellen ter wille van de vrede en het herstel van de handel. In Holland en Zeeland was het de overwegend katholieke bevolking die het bestuur en de Prins aanmoedigde tot onderhandelen ter aanvaarding van het voorgestelde Pardon. Ook daar steunden veel handelslui, die hun zaken hadden zien achteruitgaan door de oorlog die optie. 
In de onderhandelingen van Breda die hierop eind 1574 voor overleg tussen de opstandige Prins van Oranje en de vertegenwoordigers van de nieuwe landvoogd geopend werden bleek algauw dat de calvinisten niet bereid waren de godsdienstvrijheid in de opstandige gebieden te aanvaarden. Zij wilden wel de koning als opperste gezag erkennen, maar niet meer het katholiek geloof als officiële godsdienst aanvaarden of zelfs maar in Holland en Zeeland toelaten. Daarop strandden de onderhandelingen en deze werden, ook al omdat de prins geen gelegenheid onverlet liet om de afgevaardigden van de trouwe Staten tegen hem op te hitsen, door landvoogd Requesens in juni 1575 afgebroken, twee maanden overigens voor hem de brief van de koning bereikte, die de uitoefening van het calvinisme in het openbaar weigerde te aanvaarden. 